# Liste der Kulturgüter in Vechigen
Die Liste der Kulturgüter in Vechigen enthält alle Objekte in der Gemeinde Vechigen im Kanton Bern, die gemäss der Haager Konvention zum Schutz von Kulturgut bei bewaffneten Konflikten, dem Bundesgesetz vom 20. Juni 2014 über den Schutz der Kulturgüter bei bewaffneten Konflikten sowie der Verordnung vom 29. Oktober 2014 über den Schutz der Kulturgüter bei bewaffneten Konflikten unter Schutz stehen.
Objekte der Kategorie A sind im Gemeindegebiet nicht ausgewiesen, Objekte der Kategorie B sind vollständig in der Liste enthalten, Objekte der Kategorie C fehlen zurzeit (Stand: 30. April 2024). Unter übrige Baudenkmäler sind Objekte zu finden, die im Bauinventar des Kantons Bern als «schützenswert» verzeichnet sind.

## Kulturgüter
| Foto |                                                                 | Objekt                               | Kat. | Typ | Standort                                 | Beschreibung |
| ---- | --------------------------------------------------------------- | ------------------------------------ | ---- | --- | ---------------------------------------- | --- |
| ja   | Datei hochladen · Wikidata zu Schloss Utzigen (Q29676175)       | Schloss Utzigen KGS-Nr.: 01311       | B    | G   | Utzigen, Wuhlstrasse 110 609350 / 201230 | Das in den Jahren 1664 bis 1669 erbaute Schloss ist ein bedeutender querrechteckiger Frühbarockbau unter steilem Walmdach, das etwas erhöht nordwestlich des Utziger Dorfkerns inmitten einer Garten- und Hofanlage steht. Die Südwest-Fassade erhebt sich über einem terrassiertes Vorgelände mit freiliegendem, von Eckpfeilern flankierten Kellergeschoss. An die Nordostseite angebaut ist ein zentraler Treppenturm, der wie der Schlossbau von gefassten Eckquadern gegliedert wird. |
| ja   | Datei hochladen · Wikidata zu Schlössli Sinneringen (Q29676193) | Schlössli Sinneringen KGS-Nr.: 01312 | B    | G   | Schlossstrasse 20 608070 / 200530        | Das im Jahr 1729 für Junker Hans Rudolf von Diesbach erbautes Schloss ist ein hochbarocker Putzbau unter geknicktem Walmdach. Der annähernd quadratische Baukörper inmitten einer Gartenlandschaft besitzt Gliederungen aus Sandstein. Die Mitte der fünfachsigen Südfront wird durch eine Fenstertür mit Supraporte und einen Balkon auf Volutenkonsolen betont. |

## Übrige Baudenkmäler
Hinweis: Anstelle der KGS-Nummer wird als Objekt-Identifikator (ID) die Grundstücksnummer verwendet.
| ID   | Foto |                                                                       | Objekt                                                 | Typ | Standort                                        | Beschreibung |
| ---- | ---- | --------------------------------------------------------------------- | ------------------------------------------------------ | --- | ----------------------------------------------- | ------------ |
| 203  | BW   | Datei hochladen                                                       | Bauernhaus (Mitte 17. Jh.)                             | G   | Worb, Dentenberg 79 607400 / 199086             |              |
| 244  | BW   | Datei hochladen                                                       | Stöckli (1793)                                         | G   | Worb, Dentenberg 81 607343 / 199076             |              |
| 257  | BW   | Datei hochladen                                                       | Bauernhaus (1667)                                      | G   | Worb, Dentenberg 77 607477 / 198985             |              |
| 304  | BW   | Datei hochladen                                                       | Bauernhaus (1834)                                      | G   | Boll, Wyler 67 607531 / 199670                  |              |
| 328  | ja   | Datei hochladen                                                       | Stöckli (1786)                                         | G   | Boll, Nesselbank 64a 608203 / 199492            |              |
| 336  | ja   | Datei hochladen                                                       | Bauernhaus (1849)                                      | G   | Boll, Gässli 6 608849 / 199772                  |              |
| 336  | ja   | Datei hochladen                                                       | Speicher (um 1705)                                     | G   | Boll, Gässli 6c 608880 / 199749                 |              |
| 371  | ja   | Datei hochladen                                                       | Speicher (1723)                                        | G   | Boll, Schulhausstrasse 9b 609189 / 199664       |              |
| 381  | ja   | Datei hochladen                                                       | Wohnhaus (1909)                                        | G   | Boll, Vechigen Dorf 15c 609321 / 199459         |              |
| 398  | ja   | Datei hochladen                                                       | Bauernhaus (1739)                                      | G   | Boll, Vechigenboden 27 609595 / 199266          |              |
| 398  | ja   | Datei hochladen                                                       | Speicher (18. Jh.)                                     | G   | Boll, Vechigenboden 27a 609605 / 199234         |              |
| 470  | BW   | Datei hochladen                                                       | Bauernhaus (1769)                                      | G   | Boll, Studweid Vechigen 26 609678 / 199916      |              |
| 620  | BW   | Datei hochladen                                                       | Stöckli (um 1800)                                      | G   | Boll, Lindentalstrasse 75 608696 / 201777       |              |
| 651  | ja   | Datei hochladen                                                       | Bauernhaus (um 1850)                                   | G   | Boll, Bernstrasse 43 607876 / 200106            |              |
| 651  | ja   | Datei hochladen                                                       | Speicher (1707)                                        | G   | Boll, Bernstrasse 43b 607910 / 200105           |              |
| 686  | ja   | Datei hochladen                                                       | Stöckli (1783)                                         | G   | Boll, Schlossstrasse 12 608185 / 200398         |              |
| 689  | BW   | Datei hochladen                                                       | Bauernhaus (1750–1757)                                 | G   | Boll, Nesselbank 66 607969 / 199595             |              |
| 689  | ja   | Datei hochladen                                                       | Stöckli (1. Viertel 19. Jh.)                           | G   | Boll, Nesselbank 66a 608010 / 199579            |              |
| 692  | ja   | Datei hochladen                                                       | Ofenhaus mit Speicherteil (2. Hälfte 18. Jh.)          | G   | Boll, Vechigen Dorf 17b 609404 / 199495         |              |
| 713  | ja   | Datei hochladen                                                       | Bauernhaus (1709)                                      | G   | Boll, Schlossstrasse 4 608088 / 200337          |              |
| 713  | ja   | Datei hochladen                                                       | Speicher (1648)                                        | G   | Boll, Schlossstrasse 4a 608124 / 200332         |              |
| 719  | ja   | Datei hochladen                                                       | Bauernhaus (um 1870)                                   | G   | Boll, Vechigen Dorf 14 609276 / 199449          |              |
| 719  | ja   | Datei hochladen                                                       | Speicher (1649)                                        | G   | Boll, Vechigen Dorf 14b 609295 / 199457         |              |
| 722  | ja   | Datei hochladen · Wikidata zu Reformierte Kirche Vechigen (Q20012692) | Reformierte Kirche Vechigen (1857)                     | G   | Boll, Vechigen Dorf 2, 2b 609189 / 199346       |              |
| 724  | ja   | Datei hochladen                                                       | Pfarrhaus (1573)                                       | G   | Boll, Vechigen Dorf 1 609167 / 199400           |              |
| 724  | ja   | Datei hochladen                                                       | Speicher (1711)                                        | G   | Boll, Vechigen Dorf 1a 609181 / 199425          |              |
| 724  | ja   | Datei hochladen                                                       | Pfrundscheune (1762)                                   | G   | Boll, Vechigen Dorf 1b 609204 / 199401          |              |
| 728  | ja   | Datei hochladen                                                       | Stöckli mit Speicherteil (um 1900)                     | G   | Boll, Kirchmatt 3a 609166 / 199365              |              |
| 731  | ja   | Datei hochladen                                                       | Speicher (um 1600)                                     | G   | Boll, Schulhausstrasse 10a 609264 / 199631      |              |
| 736  | ja   | Datei hochladen                                                       | Stöckli (1798)                                         | G   | Boll, Bernstrasse 49 607797 / 200137            |              |
| 740  | ja   | Datei hochladen                                                       | Bauernhaus Schlossgut (1884)                           | G   | Boll, Schlossstrasse 15 607998 / 200547         |              |
| 761  | ja   | Datei hochladen                                                       | Bauernhaus (1806)                                      | G   | Boll, Bahnhofstrasse 1 608307 / 200323          |              |
| 776  | ja   | Datei hochladen                                                       | Speicher (1744)                                        | G   | Boll, Bernstrasse 17b 608155 / 200249           |              |
| 805  | BW   | Datei hochladen                                                       | Speicher (1752)                                        | G   | Boll, Lindentalstrasse 129a 608932 / 203417     |              |
| 841  | BW   | Datei hochladen                                                       | Taunerhaus (1732)                                      | G   | Boll, Lindentalstrasse 130 609116 / 203413      |              |
| 862  | BW   | Datei hochladen                                                       | Stöckli (1802)                                         | G   | Boll, Lindentalstrasse 124 608984 / 203423      |              |
| 894  | BW   | Datei hochladen                                                       | Stöckli mit Speicherteil (2. Hälfte 18. Jh.)           | G   | Boll, Lindentalstrasse 119 608785 / 203231      |              |
| 896  | BW   | Datei hochladen                                                       | Stöckli (1. Viertel 19. Jh.)                           | G   | Boll, Lindentalstrasse 137a 608863 / 203531     |              |
| 896  | BW   | Datei hochladen                                                       | Speicher (1740)                                        | G   | Boll, Lindentalstrasse 137b 608826 / 203536     |              |
| 896  | BW   | Datei hochladen                                                       | Ofenhaus (2. Hälfte 18. Jh.)                           | G   | Boll, Lindentalstrasse 137c 608820 / 203601     |              |
| 898  | BW   | Datei hochladen                                                       | Stöckli (1837)                                         | G   | Boll, Lindentalstrasse 139 608888 / 203613      |              |
| 898  | BW   | Datei hochladen                                                       | Speicher (2. Hälfte 18. Jh.)                           | G   | Boll, Lindentalstrasse 141b 608876 / 203639     |              |
| 924  | ja   | Datei hochladen                                                       | Schlossgarten mit Umfassungsmauer und Portal (um 1670) | G   | Utzigen, Wuhlstrasse N.N. 609314 / 201205       |              |
| 924  | ja   | Datei hochladen                                                       | Gartenpavillons (1875)                                 | G   | Utzigen, Wuhlstrasse 110t, 110u 609348 / 201183 |              |
| 934  | BW   | Datei hochladen                                                       | Bauernhaus (1803)                                      | G   | Utzigen, Weier 109a 609119 / 200797             |              |
| 1109 | BW   | Datei hochladen                                                       | Bauernhaus (1780)                                      | G   | Utzigen, Sonnenrain 182 609891 / 203390         |              |
| 1359 | BW   | Datei hochladen                                                       | Kleinbauernhaus (1765)                                 | G   | Utzigen, Bächi 219 611039 / 202378              |              |
| 1443 | BW   | Datei hochladen                                                       | Bauernhaus (1599)                                      | G   | Utzigen, Schönbrunnen 228 612355 / 202450       |              |
| 1443 | BW   | Datei hochladen                                                       | Speicher (1601)                                        | G   | Utzigen, Schönbrunnen 228e 612341 / 202420      |              |
| 1498 | BW   | Datei hochladen                                                       | Speicher (1614)                                        | G   | Utzigen, Aetzrütti 240 612322 / 201737          |              |
| 1499 | BW   | Datei hochladen                                                       | Speicher (1. Hälfte 18. Jh.)                           | G   | Utzigen, Aetzrütti 241a 612264 / 201763         |              |
| 1614 | BW   | Datei hochladen                                                       | Bauernhaus (Mitte 18. Jh.)                             | G   | Utzigen, Widiboden 288 612164 / 200720          |              |
| 1614 | BW   | Datei hochladen                                                       | Stöckli (1740)                                         | G   | Utzigen, Widiboden 288a 612200 / 200722         |              |
| 1614 | BW   | Datei hochladen                                                       | Speicher (Mitte 18. Jh.)                               | G   | Utzigen, Widiboden 288b 612164 / 200668         |              |
| 1628 | BW   | Datei hochladen                                                       | Ehemaliges Stöckli (1837)                              | G   | Utzigen, Mänziwil 290 612321 / 200147           |              |
| 1630 | BW   | Datei hochladen                                                       | Bauernhaus (1869)                                      | G   | Utzigen, Mänziwil 289 612280 / 200137           |              |
| 1633 | BW   | Datei hochladen                                                       | Bauernhaus (18. Jh.)                                   | G   | Utzigen, Mänziwil 291 612291 / 200187           |              |
| 1807 | BW   | Datei hochladen                                                       | Bauernhaus (um 1750)                                   | G   | Utzigen, Radelfingen 253 610344 / 200308        |              |
| 1825 | BW   | Datei hochladen                                                       | Kleinbauernhaus (Ende 18. Jh.)                         | G   | Utzigen, Grimmsmatt 267 610826 / 200089         |              |
| 1850 | BW   | Datei hochladen                                                       | Bauernhaus (Mitte 18. Jh.)                             | G   | Utzigen, Radelfingen 260 610455 / 200142        |              |
| 1899 | BW   | Datei hochladen                                                       | Bauernhaus (1772)                                      | G   | Utzigen, Lauterbach 212 610865 / 203303         |              |
| 1911 | BW   | Datei hochladen                                                       | Stöckli mit Speicherteil (Ende 18. Jh.)                | G   | Utzigen, Lauterbach 209a 610877 / 203120        |              |
| 1960 | BW   | Datei hochladen                                                       | Bauernhaus (1764)                                      | G   | Utzigen, Dieboldshausen 222 611687 / 202659     |              |
| 1986 | BW   | Datei hochladen                                                       | Käserei (1930)                                         | G   | Utzigen, Wäseli 272 611199 / 199863             |              |
| 1979 | BW   | Datei hochladen                                                       | Stöckli mit Speicherteil (um 1800)                     | G   | Utzigen, Radelfingen 255b 610401 / 200178       |              |
| 2018 | BW   | Datei hochladen                                                       | Bauernhaus (um 1750)                                   | G   | Utzigen, Heistrich 292b 611490 / 199928         |              |
| 2023 | BW   | Datei hochladen                                                       | Stöckli (1812)                                         | G   | Utzigen, Mooshaus 273a 611167 / 200112          |              |
| 2073 | BW   | Datei hochladen                                                       | Bauernhaus (um 1800)                                   | G   | Boll, Aeschi 59 607463 / 201197                 |              |
| 2104 | ja   | Datei hochladen                                                       | Turmhaus (um 1640)                                     | G   | Boll, Schlossstrasse 18 608084 / 200500         |              |
| 2104 | ja   | Datei hochladen                                                       | Gartenpavillon (1729)                                  | G   | Boll, Schlossstrasse 20a 608043 / 200510        |              |
| 2104 | ja   | Datei hochladen                                                       | Pavillon und Rebhaus (1729)                            | G   | Boll, Schlossstrasse 20d 608088 / 200564        |              |
| 2104 | ja   | Datei hochladen                                                       | Ehemaliges Gesindehaus (17. Jh.)                       | G   | Boll, Schlossstrasse 22 608047 / 200548         |              |
| 2129 | BW   | Datei hochladen                                                       | Stöckli (4. Viertel 18. Jh.)                           | G   | Utzigen, Enge 230b 612010 / 202209              |              |
| 2365 | BW   | Datei hochladen                                                       | Villa (1963)                                           | G   | Boll, Rüdenweg 37 608327 / 201055               |              |
| 2488 | BW   | Datei hochladen                                                       | Villa (1967)                                           | G   | Boll, Oberholzweg 6 608254 / 200975             |              |
| 2557 | BW   | Datei hochladen                                                       | Stöckli (um 1880)                                      | G   | Boll, Nesselbank 65a 608153 / 199497            |              |
| 3700 | ja   | Datei hochladen                                                       | Ehemalige Mühle (1735)                                 | G   | Boll, Nesselbank 65 608156 / 199518             |              |
| 3836 | ja   | Datei hochladen                                                       | Stöckli (1798)                                         | G   | Boll, Lindentalstrasse 138 609044 / 203499      |              |
| 3855 | BW   | Datei hochladen                                                       | Kleinbauernhaus (1. Hälfte 19. Jh.)                    | G   | Utzigen, Bösarni 283 611825 / 201040            |              |
| 3864 | BW   | Datei hochladen                                                       | Stöckli (1830)                                         | G   | Boll, Aeschi 59a 607651 / 201111                |              |
| 4056 | BW   | Datei hochladen                                                       | Speicher (1754)                                        | G   | Utzigen, Lauterbachstrasse 138b 609835 / 201305 |              |
| 4138 | ja   | Datei hochladen                                                       | Stöckli (1819)                                         | G   | Boll, Schlossstrasse 6 608126 / 200375          |              |